# Ында-Сылласе
Ында-Сылласе (амх. እንዳስላሴ, или Шире) — город на севере Эфиопии, в регионе Тыграй. Входит в состав Северо-Западной зоны.

## История
Одно из наиболее ранних упоминаний о городе относится к периоду правления негуса Давида I (1382—1413).
Город и его окрестности за свою историю несколько раз становились ареной военных столкновений. 29 февраля 1936 года в окрестностях Ында-Сылласе произошло сражение, являющееся одним из эпизодов Второй итало-эфиопской войны. Битва закончилась победой итальянской армии. Также за город велись бои во время Гражданской войны 1974—1991 годов.

## Географическое положение
Город находится в центральной части региона, на высоте 1952 метров над уровнем моря.
Ында-Сылласе расположен на расстоянии приблизительно 140 километров к северо-западу от Мэкэле, административного центра региона, и на расстоянии приблизительно 560 километров к северо-северо-западу (NNW) от Аддис-Абебы, столицы страны.

## Население
По данным Центрального статистического агентства Эфиопии на 2007 год численность населения города составляла 47 284 человек, из которых мужчины составляли 46,25 %, женщины — соответственно 53,75 %. В конфессиональном составе населения 85,11 % составляют последователи эфиопской православной церкви; 14,67 % — мусульмане.
Согласно данным переписи 1994 года численность населения Ында-Сылласе составляла 25 269 человек.

## Транспорт
В окрестностях города расположен одноимённый аэропорт (IATA: SHC).